# Цуманская пуща
«Цуманская пуща» (укр. «Цуманська пуща») — национальный парк, расположенный на территории Луцкого района Волынской области (Украина).
Создан в 2010 году. Площадь — 33 475 га.

## История
Природный парк был создан в 2010 году согласно указу Президента Украины Виктора Ющенко с целью сохранения, возобновления и рационального использования природных комплексов одноименного лесного массива, имеющих важное природное и историческое значение. Положение про природный парк утверждено указом Министерства экологии и природных ресурсов Украины №523 от 12 декабря 2011 года.
Фактически парк не был создан, он существует только на бумаге: нет администрации, границ и земли не были изъяты и переданы в пользование природоохранного объекта. В связи с этим по прежнему производится вырубка заповедного леса.

## Описание
Парк «Цуманская пуща» — лесной массив вблизи пгт Цумань.
Усилиями местных активистов здесь было создано ряд туристических маршрутов.

## Природа
Для Цуманской пущи характерна флора та фауна южного Полесья. Тут преобладают широколиственные и сосново-широколиственные леса.
Лесной массив является одним из немногих мест обитания зубра на Украине.